# Sarnaki (gromada)
Sarnaki – dawna gromada, czyli najmniejsza jednostka podziału terytorialnego Polskiej Rzeczypospolitej Ludowej w latach 1954–1972.
Gromady, z gromadzkimi radami narodowymi (GRN) jako organami władzy najniższego stopnia na wsi, funkcjonowały od reformy reorganizującej administrację wiejską przeprowadzonej jesienią 1954 do momentu ich zniesienia z dniem 1 stycznia 1973, tym samym wypierając organizację gminną w latach 1954–1972.
Gromadę Sarnaki z siedzibą GRN w Sarnakach utworzono – jako jedną z 8759 gromad – w powiecie siedleckim w woj. warszawskim, na mocy uchwały nr VI/10/18/54 WRN w Warszawie z dnia 5 października 1954. W skład jednostki weszły obszary dotychczasowych gromad Chlebczyn, Chybów, Franopol, Grzybów, Płasków, Płasków kolonia, Rozwadów, Rzewuszki, Sarnaki i Terlików ze zniesionej gminy Sarnaki w tymże powiecie. Dla gromady ustalono 24 członków gromadzkiej rady narodowej.
1 stycznia 1956 gromada weszła w skład nowo utworzonego powiatu łosickiego w tymże województwie.
31 grudnia 1959 do gromady Sarnaki przyłączono obszar zniesionej gromady Mierzwice Kolonia w tymże powiecie; z gromady Sarnaki wyłączono natomiast wsie Płosków i Terlików oraz kolonię Płosków, włączając je do gromady Hołowczyce w tymże powiecie.
31 grudnia 1961 do gromady Sarnaki włączono obszar zniesionej gromady Lipno w tymże powiecie.
Gromada przetrwała do końca 1972 roku, czyli do kolejnej reformy gminnej. 1 stycznia 1973 – tym razem w powiecie łosickim – reaktywowano gminę Sarnaki.